# Cimahi (Cicantayan)
De kelurahan Cimahi is een bestuurlijke eenheid in het regentschap Sukabumi in de provincie West-Java, Indonesië. Het telt 8661 inwoners (volkstelling 2010).